# 卡姆揚卡 (奧利伊夫卡市鎮)
50°20′12″N 28°35′23″E / 50.33667°N 28.58972°E
卡姆揚卡（烏克蘭語：Кам'янка）是位於烏克蘭北部的村莊，由日托米爾州日托米爾區的奧利伊夫卡市鎮負責管轄。該村面積1.3平方公里，海拔高度212米，2001年人口602，人口密度每平方公里462.01人。